# Oxyvinia grisea
Oxyvinia grisea är en tvåvingeart som beskrevs av Guilherme A.M.Lopes 1982. Oxyvinia grisea ingår i släktet Oxyvinia och familjen köttflugor.
Artens utbredningsområde är Peru. Inga underarter finns listade i Catalogue of Life.